# James Franklin Clements
Pour les articles homonymes, voir Clements.
James Franklin Clements, dit Jim Clements, né le 31 octobre 1927 à New York, décédé le 9 juin 2005 à Oceanside en Californie est un ornithologue américain.